# 선거 운동
선거 운동(選擧運動, 영어: election campaign)은 선거 때 어느 후보를 당선시키기 위하여 유권자들을 상대로 벌이는 정치 활동이다.

## 종류

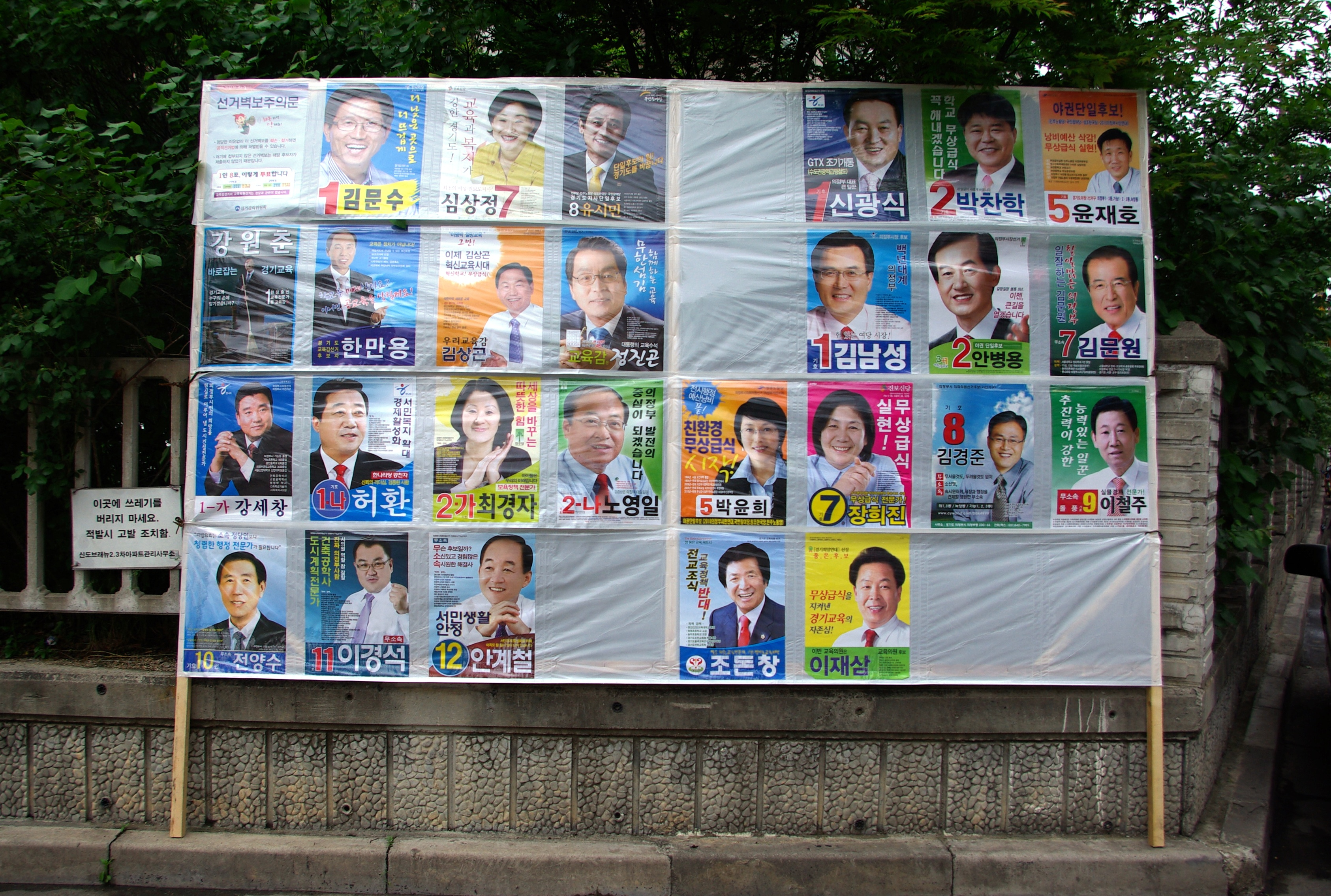
대한민국 제5회 지방 선거의 경기도 의정부시가 선거구 선거벽보

선거벽보후보의 사진,이름 및 소속정당 혹은 무소속와 그 사실을 알리는 기호를 기재한 사항을 선거구내의 일정한 장소에 벽보로 부착한다.
선거공보공약을 책자로 인쇄하여 유권자들에게 우편으로 발송한다.
선거공약서공약을 인쇄한 서류를 유권자들에게 분배한다.
현수막출마 사실을 알리는 현수막을 해당 선거구에 내거는 일로 1명의 후보당 선거구내 읍·면·동마다 1매의 현수막을 게시할 수 있다.;신문광고: 신문에 기재하여 공약과 당선시 정책을 알리는 광고이다.
방송광고방송에 출연하여 공약과 당선시 정책을 알리는 광고이다.
방송연설방송에 출연하여 공약과 당선시 정책을 연설하는 일이다. 방송광고와 달리 후보가 연설한다는 점이 다르다.
경력방송사진·성명·기호·연령·소속정당(무소속후보자는 무소속) 및 직업 등 경력을 유권자들에게 알리기 위하여 하는 방송이다.
대담 및 토론회같은 선거구에 함께 출마한 후보들끼리 만나서 공약과 당선시 정책에 대한 대담 및 토론을 한다.

## 연령
국민 19세 이상인 선거운동을 할 수 있는 연령이며, 18세 미만의 미성년자는 선거운동을 할 수 없다.

## 판례

### 당내경선을 위한 행위는 선거운동이 아님
- 공직선거법상 ‘선거운동’은 공직선거에서의 당선 또는 낙선을 위한 행위를 말하고, 공직선거에 출마할 정당 추천 후보자를 선출하기 위한 당내경선에서의 당선 또는 낙선을 위한 행위는 ‘선거운동’에 해당하지 아니하며, 다만 당내경선에서의 당선 또는 낙선을 위한 행위라는 구실로 실질적으로는 공직선거에서의 당선 또는 낙선을 위한 행위를 하는 것으로 평가할 수 있는 예외적인 경우에 한하여 그 범위 내에서 선거운동으로 볼 수 있다. 나아가 공직선거법 제57조의3 제1항은 “정당이 당원과 당원이 아닌 자에게 투표권을 부여하여 실시하는 당내경선에서는 다음 각 호의 어느 하나에 해당하는 방법 외의 방법으로 경선운동을 할 수 없다.”고 규정함으로써 제한적으로나마 당내경선 과정에서 당원뿐만 아니라 경선선거인단으로 등록될 가능성이 있는 당원 아닌 일반 유권자를 상대로 한 경선운동을 허용하고 있는 점을 고려하면, 당내경선에서의 당선 또는 낙선을 위한 행위에 부수적으로 공직선거에서의 당선 또는 낙선을 도모하고자 하는 의사가 포함되어 있다는 사정만으로 그와 같은 행위가 ‘선거운동’에 해당하는 것으로 섣불리 단정하여서는 아니 된다.[1]

### 선거운동의 자유
선거란 헌법 제1조의 국민주권주의에 기초한 국민의 주권적 의사의 표현이다. 이에 따라 그 선거에 참여하는 모든 국민은 선거운동의 자유를 향유하는 바, 이는 헌법, 제21조의 표현의 자유의 한 내용으로서 정치적 표현의 자유에 해당하며, 헌법 제24조의 선거권의 중요한 내용을 이룬다. 따라서 선거운동의 자유를 제한하는 입법은 엄격한 심사기준이 적용된다. 일반 국민의 선거운동의 자유를 지나치게 제한하는 것은 위헌이다

### 선거운동의 기간제한
기간의 제한없이 선거운동을 무한정 허용할 경우에는 후보자간의 지나친 경쟁이 선거관리의 곤란으로 이어져 부정행위의 발생을 막기 어렵게 된다. 또한 후보자 간의 무리한 경쟁의 장기화는 경비와 노력이 지나치게 들어 사회경제적으로 많은 손실을 가져올 뿐만 아니라 후보자 간의 경제력 차이에 따른 불공평이 생기게 되고 아울러 막대한 선거비용을 마련할 수 없는 유능한 신참 후보자의 입후보의 기회를 빼앗는 결과를 가져올 수 있다. 공직선거법 제59조 제1호에서 정하는 선거운동의 기간제한은 제한의 입법목적, 제한의 내용, 우리 나라에서의 선거의 태양, 현실적 필요성 등을 고려할 때 필요하고도 합리적인 제한이며, 예비후보자의 배우자인 청구인의 선거운동의 자유를 형해화할 정도로 과도하게 제한하는 것으로 볼 수 없다

## 같이 보기
- 선거
- 선거법
- 선거범죄
- 낙선운동
- 마이크로타겟팅
  - 다이렉트 마케팅
  - 데이터 마이닝
  - 내로우캐스팅